# موتول
موتول (انگلیسی: Motul) شرکت پالایش نفت فرانسوی است، که در سال ۱۸۵۳ تأسیس شد.